# Liste der denkmalgeschützten Objekte in Behamberg
Die Liste der denkmalgeschützten Objekte in Behamberg enthält die denkmalgeschützten, unbeweglichen Objekte der Gemeinde Behamberg im niederösterreichischen Bezirk Amstetten.

## Denkmäler
| Foto |                 | Denkmal                                                       | Standort                      | Beschreibung | Metadaten |
| ---- | --------------- | ------------------------------------------------------------- | ----------------------------- | --- | --- |
| ja   | Datei hochladen | Pfarrhof HERIS-ID: 31070 Objekt-ID: 27995                     | Behamberg 1 Standort KG: Penz | Eine gestreckte zweigeschoßige Anlage ist in der Kernsubstanz nach 1634 entstanden und wurde im 18. Jahrhundert sowie 19. Jahrhundert um- und ausgebaut. | BDA-Hist.: Q37940055 Status: § 2a Stand der BDA-Liste: 2025-06-30 Name: Pfarrhof GstNr.: 296/1 Pfarrhof Behamberg                                  |
| ja   | Datei hochladen | Kath. Pfarrkirche hl. Martin HERIS-ID: 31068 Objekt-ID: 27993 | Standort KG: Penz             | Eine spätgotische dreischiffige Hallenkirche (um 1500), die auf den Fundamenten eines Saalbaus aus dem 9. Jahrhundert errichtet und im 17./18. Jahrhundert erweitert wurde. Der Nordturm ist viergeschoßig, stammt aus dem 14. Jahrhundert und das steile Zeltdach wurde 1826 aufgesetzt. Die Einrichtung ist durchwegs neugotisch und stammt aus der zweiten Hälfte des 19. Jahrhunderts. Entwurf und Ausführung u. a. Engelbert Westreicher. | BDA-Hist.: Q23925656 Status: § 2a Stand der BDA-Liste: 2025-06-30 Name: Kath. Pfarrkirche hl. Martin GstNr.: .24 Pfarrkirche hl. Martin, Behamberg |